# Partido Comunista Revolucionario (Chile, 2020)
El Partido Comunista Revolucionario (PCR) es un movimiento político chileno marxista-leninista fundado el 15 de febrero de 2020, a raíz de los sucesos del estallido social por militantes y miembros del comité central del antiguo PCR junto a la Organización Comunista Recabarren (OCR), quienes refundan el partido tomando su legado, pero haciendo una autocrítica del periodo maoísta, reivindicando la construcción del socialismo y su lucha contra el revisionismo.
No se encuentra constituido legalmente como partido político ante el Servel.

## Historia

### Antecedentes
A partir del XX Congreso del Partido Comunista de la Unión Soviética Nikita Jrushchov, inicia el proceso conocido como "Desestalinización", donde se critica duramente a Iósif Stalin mediante el Discurso Secreto, en el que denuncia el culto a la personalidad y supuestos crímenes durante las purgas en la década de 1930, estallando la polémica antirrevisionista en el Movimiento Comunista Internacional, lo que produjo la separación de los comunistas que defendían los principios revolucionarios del marxismo-leninismo, de aquellos partidos que se sumaron a los acuerdos revisionistas adoptados en el XX Congreso del PCUS, partido que al promover la “Vía Pacífica al Socialismo”, renuncia a la revolución armada y de la dictadura del proletariado.

#### Partido Comunista Revolucionario
Partido de tendencia maoísta, se ve fragmentado en dos fracciones (PCR y PCR-ML ) durante el periodo de la UP, siendo el PCR-ML quien reniega del maoísmo. Dadas a las complicaciones que presentaba el partido durante la dictadura, Luis Bernal (Secretario general del PCR-ML) encarga a Edmundo Bavestrello la tarea de reagrupar a los militantes del partido, dicha tarea es truncada por unos infiltrados de la CNI que encarcelan a Edmundo y militantes. Con la muerte de Bernal el partido desaparece dentro del área nacional en 1979.

#### Organización Comunista Recabarren(OCR)
En 1985, luego de cumplir su condena de relegación, Edmundo Bavestrello junto a Víctor Abarca logran reunir a antiguos militantes del PCR y PCR-ML, con el objetivo de formar un nuevo partido revolucionario llamando a participar a todos los comunistas, fundando la Organización Comunista Recabarren, honrando la memoria del padre del comunismo chileno, Luis Emilio Recabarren.

### Actualidad

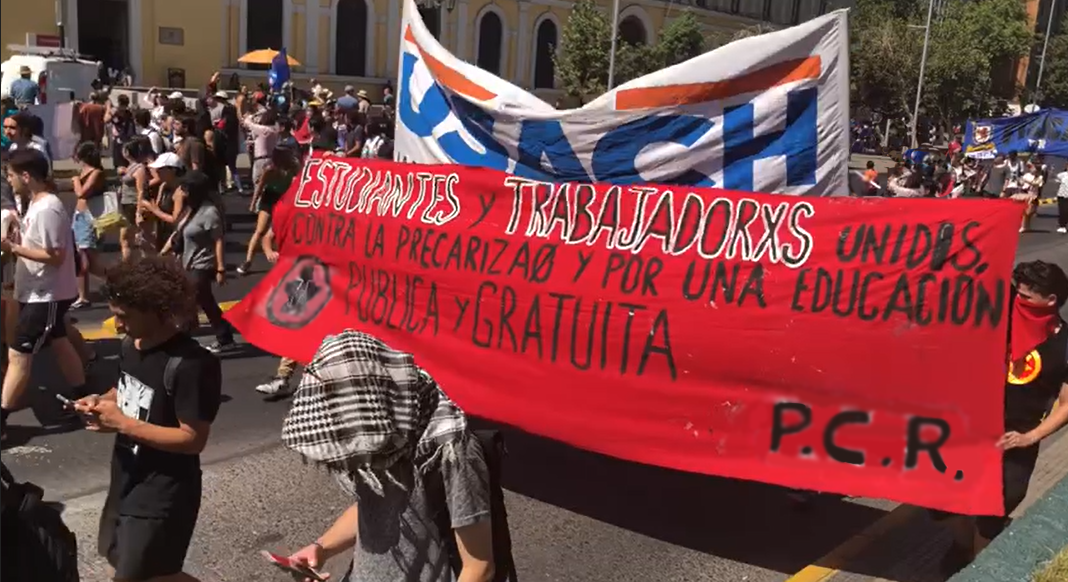
Militantes del partido con una pancarta en una manifestación.

El 22 de octubre de 2019, unos pocos días después del estallido social la OCR publica un documento “Informe al ampliado de cuadros” donde expone la urgencia de reconstruir un "partido revolucionario". Los días 14 y 15 de febrero de 2020 la OCR, realiza una Convención Programática, declarando la necesidad inmediata de formar un partido que se transforme en la vanguardia del proletariado, donde tengan cabida los verdaderos comunistas que quieran avanzar hacia la Revolución Socialista. Es así como exmiembros del Comité Central del antiguo PCR (principalmente de la facción PCR-ML), dirigentes sindicales y de masas del PCR, junto a la Organización Comunista Recabarren (OCR), refundan el Partido Comunista Revolucionario, tomando su legado, pero haciendo una dura autocrítica del periodo maoísta, declarándose marxista-leninista.
Durante la existencia del partido, el mismo ha adherido y apoyado múltiples manifestaciones y acontecimientos dentro del mundo político chileno.

## Medios de comunicación

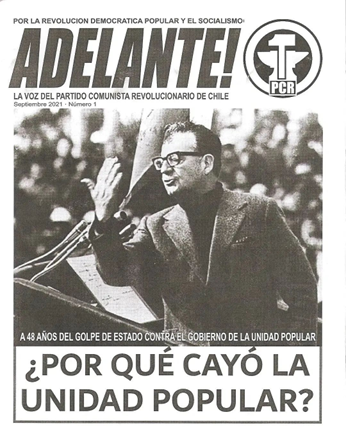
Portada de la primera publicación del periódico Adelante!, publicado el 11 de septiembre de 2021.

El partido posee el periódico ″Adelante!″, medio por el cual expone sus escritos, posturas e historia; también participa de la publicación de artículos en Unidad y Lucha, revista de la CIPOML. "¡La Revolución es Necesaria!" es el programa de pódcast en donde se comentan aspectos ideológicos e históricos como también su sección "Voces Revolucionarias" en donde entabla diálogo con otros partidos.[cita requerida]

## Internacional
En el transcurso de su existencia el partido se ha encargado de dar a conocer su existencia dentro del mundo político logrando ser reconocido y admitido dentro de la CIPOML participando de trabajos y colaboraciones en conjuntos con las organizaciones y partidos miembros como en el caso del PCR (Bolivia), PCR (Brazil), PCML (Ecuador) entre otros.